# 전월식
전월식(1980년 7월 20일~)은 대한민국의 배드민턴 선수이다. 2005년 캐나다오픈 배드민턴 선수권 대회 여자복식 1위를 기록했다.